# Webmaster
Webmaster (o Web Master), termine inglese usato anche nella lingua italiana, indica generalmente colui che amministra e gestisce un sito web dopo la sua pubblicazione on-line, occupandosi del suo corretto funzionamento, della risoluzione di eventuali problematiche tecniche, della scelta e rinnovo dell'hosting e dei servizi annessi al sito web. In alcuni casi, soprattutto in passato, il termine Web Master può assumere un significato anche più generale indicando il progettista (Web Designer), lo sviluppatore (Web Developer), colui che cura il posizionamento (SEO Specialist) o studia il mercato e sviluppa i rapporti commerciali tramite il web (Web Marketer).

## Descrizione

### Ambiti di lavoro
La figura, nata con lo svilupparsi del World Wide Web, può assumere connotazioni e mansioni specifiche a seconda della dimensione del sito web e delle specializzazioni tecniche in possesso.
- In un sito di piccole dimensioni o in siti di carattere amatoriale/dilettantistico, la persona indicata come webmaster sarà solitamente il progettista, lo sviluppatore, il programmatore (scrittura del codice HTML e linguaggi correlati), il grafico, oltre che il redattore dei contenuti, funzione quest'ultima che non è di regola di sua competenza. Nei siti di carattere amatoriale a lui è spesso affidata anche la gestione dei contatti con gli utenti del sito oltre che la proprietà del sito stesso.
- Nei siti di maggiori dimensioni e in ambito professionale, il webmaster agirà da coordinatore e supervisore delle attività delle altre persone che lavorano al sito (grafici, editori, ecc.) e sarà normalmente un dipendente o un incaricato del proprietario del sito: da ciò deriva che il webmaster assume anche carattere di "figura professionale".

### Competenze
La figura professionale, a differenza di quella dilettantistica/amatoriale, dovrebbe avocare a sé una serie di conoscenze quali la struttura generale del web, la conoscenza degli standard di qualità emanati dal W3C (World Wide Web Consortium) e di uno o più linguaggi di programmazione, la stesura di documenti accessibili, la progettazione contenutistica accessibile, il funzionamento generale dei motori di ricerca e dei sistemi di Information Retrieval (IR), oltre ad una buona conoscenza generale del settore informatico.
Il webmaster, di norma, gestisce lo sviluppo delle applicazioni sia client, che server, assumendo la responsabilità della progettazione e della messa online. Segue il processo di sviluppo in tutte le fasi (analisi, progettazione, implementazione, test).
La figura, di nascita relativamente recente, tende ad evolversi con l'evolversi del web: da un lato l'esistenza di strumenti software di tipo WYSIWYG (What You See Is What You Get, ciò che vedi è ciò che ottieni) rende attualmente possibile anche a persone dotate di scarse conoscenze informatiche la creazione di semplici pagine web, anche se spesso poco rispondenti agli standard internazionali, dall'altro la gestione completa di un web server comporta la conoscenza di aspetti tecnici che vanno oltre le conoscenze di un tipico webmaster e richiedono la presenza di un amministratore di sistema.
Numerose sono le associazioni che a livello mondiale raggruppano i professionisti del settore.